# Hubert Patch
Sir Hubert Leonard „Sam“ Patch KCB CBE (* 16. Dezember 1904; † 18. November 1987) war ein britischer Luftwaffenoffizier der Royal Air Force, der zuletzt im Range eines Generals (Air Chief Marshal) zwischen 1959 und 1961 Kommandeur der britische Streitkräfte auf der Arabischen Halbinsel BFAP (British Forces Arabian Peninsula) war. Für seine Tapferkeit und Verdienste im Zweiten Weltkrieg wurde er vier Mal im Kriegsbericht erwähnt (Mentioned in dispatches).

## Leben

### Pilotenausbildung und Zweiter Weltkrieg
Patch begann seine fliegerische Ausbildung 1923 als Flight Cadet in der A-Squadron des Royal Air Force College Cranwell, der Offiziersschule der britischen Luftstreitkräfte. Er gehörte während seiner Ausbildung den College-Mannschaften in Cricket, Hockey und Rugby an. Nach Abschluss der Ausbildung wurde er am 30. Juli 1925 zum Leutnant (Pilot Officer) befördert und fand Verwendung als Pilot der No. 58 Squadron RAF. Dort erfolgte am 12. April 1927 seine Beförderung zum Oberleutnant (Flying Officer). In der Zeit vom 12. bis zum 23. März 1928 wurde seine Besoldung halbiert (Half-pay List / Scale B). Am 30. März 1928 wechselte er als Waffensystemoffizier zur No. 45 Squadron RAF und war anschließend ab dem 9. Februar 1930 für knapp einen Monat für Waffendienste an die Waffen- und Artillerieschule ( Armament & Gunnery School) auf dem Militärflugplatz RAF Eastchurch abkommandiert, an der er anschließend ab dem 4. März 1930 einen einjährigen Waffensystemlehrgang besuchte.
Nach seiner Beförderung zum Hauptmann (Flight Lieutenant) am 11. März 1931 wurde Patch am 9. April 1931 Waffensystemoffizier auf dem Luftwaffenstützpunkt RAF Bircham Newton sowie im Anschluss am 24. März 1934 Waffensystemoffizier im 2. Waffenausbildungslager (No 2 Armament Training Camp RAF) auf der Luftstreitkräftebasis RAF North Coates. Am 5. März 1935 wurde er Fliegerischer Kommandeur der No. 12 Squadron RAF auf dem Militärflugplatz RAF Andover, ehe er nach seiner am 1. April 1937 erfolgten Beförderung zum Major (Squadron Leader) am 17. Juli 1937 stellvertretender Kommandeur des 6. Waffenausbildungsstützpunktes (No 6 Armament Training Station RAF) auf der Luftwaffenbasis RAF Warmwell wurde.
Am 19. Dezember 1938 wurde Patch Waffensystemoffizier im Hauptquartier des Bomberkommandos (RAF Bomber Command). Während des Zweiten Weltkrieges war er in dieser Stellung unter anderem für die Ausrüstung der Bomber verantwortlich und wurde am 1. Januar 1941, am 24. September 1941 sowie am 1. Januar 1942 aufgrund seiner Verdienste im Kriegsbericht erwähnt (Mentioned in dispatches). Am 11. Juni 1942 wurde er Commander des Order of the British Empire (CBE) und am 20. November 1942 zum Oberstleutnant (Wing Commander) befördert, wobei diese Beförderung auf den 1. April 1942 zurückdatiert wurde. 1943 wurde er Leiter der Abteilung für Rüstungsanforderungen im Luftfahrtministerium (Air Ministry). Am 14. Januar 1944 wurde er zum vierten Mal während des Zweiten Weltkrieges im Kriegsbericht erwähnt.

### Stabsoffizier in der Nachkriegszeit
Nach seiner Beförderung zum Oberst (Group Captain) am 1. Januar 1946 wurde Patch am 8. Februar 1946 Nachfolger von Oberst Leonard Pankhurst als Kommandeur (Air Officer Commanding) der No. 44 (Transport) Group RAF und bekleidete diesen Posten bis zur Auflösung dieser Einheit am 14. August 1946.
Am 1. Juli 1947 erfolgte seine Beförderung zum Air Commodore. Im Juli 1948 wurde er Kommandant der Flugzeug- und Flugzeugwaffenforschungsanstalt A&AEE (Aeroplane and Armament Experimental Establishment). Danach besuchte er ab Januar 1950 einen Generalstabslehrgang am Imperial Defence College in London.

### Aufstieg zum Air Chief Marshal
Nach Abschluss des Lehrgangs am IDC wurde Patch am 21. Januar 1951 zunächst Stabsoffizier für Verwaltungsaufgaben AOA (Air Officer in charge of Administration) im Hauptquartier der Luftstreitkräfte im Fernen Osten FEAF (Far East Air Force) und erhielt dort am 1. Juli 1951 seine Beförderung zum Generalmajor (Air Vice Marshal). Am 5. Juni 1952 wurde er Companion des Order of the Bath (CB). Anschließend übernahm er am 6. August 1952 als Senior Air Staff Officer (SASO) die Funktion des Stabschefs der Far East Air Force und verblieb auf diesem Posten bis zum 1. November 1953. Am 1. November 1953 wurde er Nachfolger von Air Vice Marshal Percy Bernard, 5. Earl of Bandon als Kommandeur AOC (Air Officer Commanding) der zum Angriffskommando (RAF Fighter Command) gehörenden No. 11 (Fighter) Group RAF. Diesen Posten bekleidete er bis zu seiner Ablösung durch Air Commodore Victor Bowling am 16. Januar 1956.
Patch selbst hatte bereits am 1. Januar 1956 von Air Chief Marshal Dermot Boyle die Funktion als Kommandierender General (Air Officer Commanding in Chief) des RAF Fighter Command übernommen. Auf diesem Posten verblieb er jedoch nur kann acht Monate und wurde bereits am 8. August 1956 durch Air Marshal Thomas Pike abgelöst.

#### Sueskrise 1956
Patch selbst wiederum wurde am 24. September 1956 Nachfolger von Air Marshal Claude Pelly als Oberkommandierender der Luftstreitkräfte im Mittleren Osten MEAF (RAF Middle East Air Force). Nach der Verstaatlichung des Sueskanals am 29. Juli 1956 kam zu Spannungen zwischen Ägypten, Frankreich und Großbritannien. Die daraus resultierende Sueskrise führte an den Rand eines bewaffneten Konflikts, woraufhin der bisherige Kommandant des RAF Staff College Bracknell, Air Vice Marshal Denis Barnett, Kommandeur der Lufteinsatzverbände der für einen Krieg mit Ägypten geplanten Operation Musketeer wurde. Dessen Stab bestand überwiegend aus Offizieren des Imperial Defence College, die frühzeitig mit der Vorbereitung dieser Operationsplanung befasst waren. Barnetts Wahl für die Position und die Ernennung eines Planungsstabes trennte die bestehende Kommandostruktur im Mittleren Osten. Die örtlichen Kommandeure der britischen Streitkräfte im Mittleren Osten, Air Marshal Patch als Oberkommandierender der dortigen Luftstreitkräfte MEAF sowie Air Vice Marshal William Crisham als Kommandeur des Luftwaffenhauptquartiers Levante (AHQ Levant), sahen diese Entscheidung kritisch. Andererseits verfügte Barnett über größere Kenntnisse bei Operationen und kannte aufgrund seiner vorherigen Verwendung über mehr Kenntnisse über die Situation in Ägypten als jeder andere General der RAF. Die ihm unterstellte Air Task Force war für die Bombardierung der ägyptischen Luftstützpunkte vorgesehen, um die notwendige Lufthoheit zu erobern. Aufgrund der Ernennung Barnetts als Task Force Commander beschränkte sich die Funktion von Patch während der Sueskrise daher auf die normale Ausübung seiner Kommandeurstätigkeit und die Luftverteidigung der britischen Militärbasen auf Zypern. Am 1. Januar 1957 wurde er zum Generalleutnant (Air Marshal) befördert und zugleich zum Knight Commander des Order of the Bath (KCB) geschlagen, so dass er seitdem den Namenszusatz „Sir“ führte. Er war in dieser Zeit der erste britische Air Marshal, der Persien besuchte und dabei von Schah Mohammad Reza Pahlavi persönlich empfangen wurde. Auf Vorschlag des britischen Luftwaffenattachés an der Botschaft in Teheran flog er zu diesem Besuch mit drei zweistrahligen Kampfflugzeugen vom Typ English Electric Canberra von Zypern aus, um dem Schah zu demonstrieren, wie angreifbar Persien war. Er übergab den Posten als Oberkommandierender der RAF Middle East Air Force am 26. November 1958 an Air Vice Marshal William MacDonald.

#### Air Member for Personnel und Kommandeur der BFAP
Patch selbst wurde am 1. April 1959 zum General (Air Chief Marshal) befördert und übernahm von Air Marshal John Whitley ebenfalls am 1. April 1959 das Amt des Air Member for Personnel und war damit bis zu seiner Ablösung durch Air Marshal Arthur McDonald am 1. Oktober 1959 im Luftwaffenstab für Personalangelegenheiten zuständig.
Kurz zuvor wurde Patch am 19. September 1959 als Nachfolger von Maurice Heath Kommandeur der britischen Streitkräfte auf der Arabischen Halbinsel BFAP (British Forces Arabian Peninsula) in Aden. Aufgrund der Teilung der Region durch den Sueskanal gab es seit 1959 drei britische Regionalkommandos, und zwar das aus dem früheren Kommando Mittlerer Osten (Middle East Command) hervorgegangene Kommando der Landstreitkräfte im Mittleren Osten (Middle East Land Forces), den Streitkräften auf der Arabischen Halbinsel sowie den Streitkräften auf Zypern (British Forces Cyprus District). Am 3. August 1960 wurde er durch Air Marshal Charles Elworthy als Kommandeur der BFAP abgelöst. Am 29. Mai 1961 schied er schließlich aus dem aktiven Militärdienst aus.
Anschließend war Patch in der Wirtschaft tätig und fungierte zwischen 1961 und 1963 als Vertreter des Flugzeugherstellers British Aircraft Corporation (BAC) in den NATO-Mitgliedstaaten.